# Scotorythra syngonopa
Scotorythra syngonopa är en fjärilsart som beskrevs av Edward Meyrick 1899. Scotorythra syngonopa ingår i släktet Scotorythra och familjen mätare. Inga underarter finns listade.